# Maklergalgen

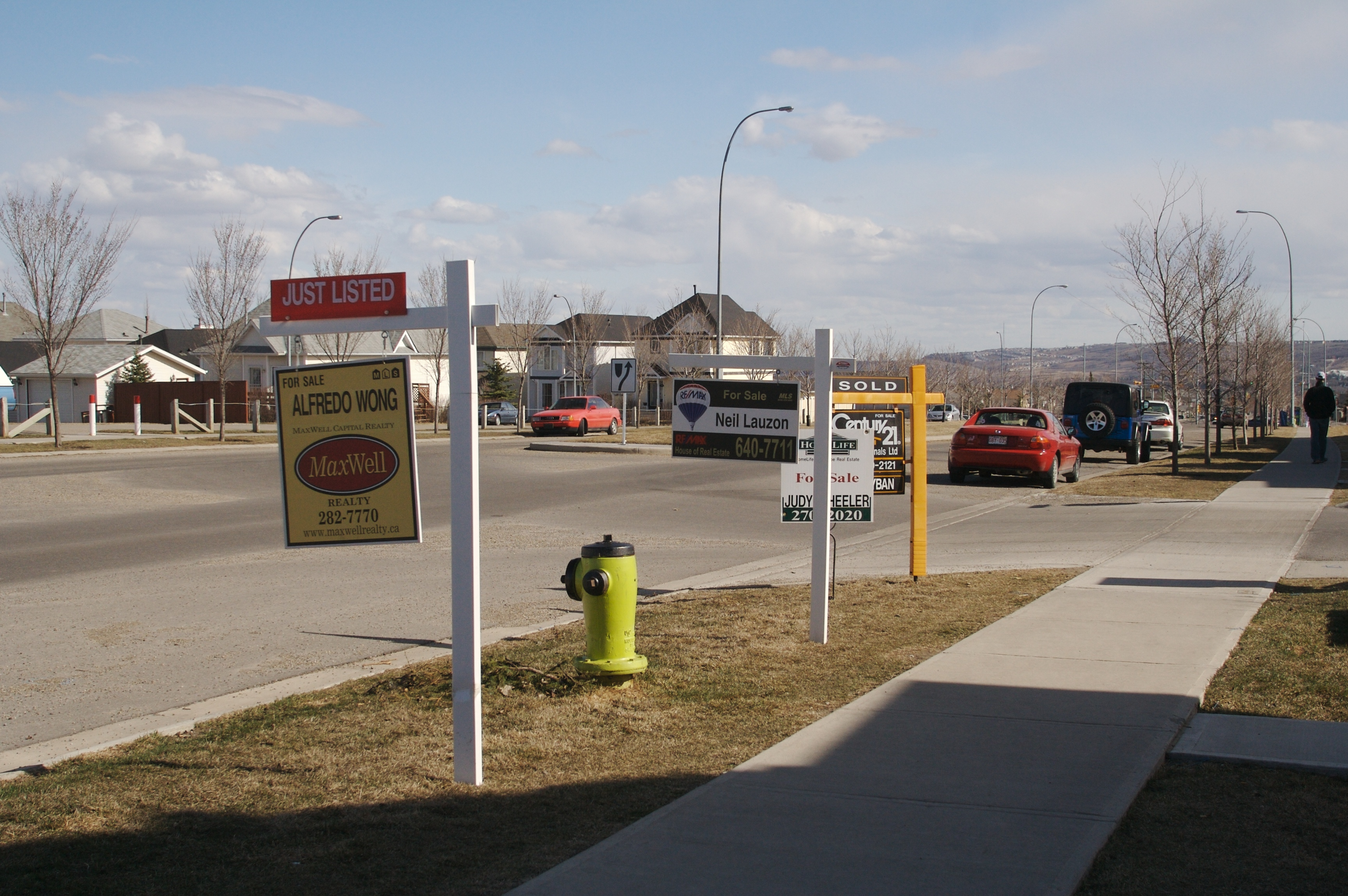
Maklergalgen in Kanada

Ein Maklergalgen ist ein Werbeträger, mit dem Makler für Immobilien bzw. für ihr Maklerbüro werben. Die Maklergalgen werden dabei in der Regel direkt bei dem zu bewerbenden Objekt platziert.

## Aufbau und Funktion
Ein Maklergalgen besteht aus einem senkrechten, im Boden verankerten Balken, an welchem ein waagerechter Balken befestigt ist. An diesem wiederum hängt das Werbeschild des Maklers, so dass die Erscheinungsform des gesamten Werbeträgers der eines Galgens ähnelt. Maklergalgen werden bevorzugt an belebten Wegen und Straßen eingesetzt, um so ein breites Publikum zu erreichen.
Im Jahr 2012 gerieten die Maklergalgen in den Fokus der Werbekritik, als eine Gemeinde in Niedersachsen die Aufstellung der Werbeträger untersagte. Der Immobilienverband IVD bezeichnete dieses Verbot als „Kuriosum“. Allgemein ist das Aufstellen von Maklergalgen in Deutschland von verschiedenen Faktoren abhängig, etwa ob sie im öffentlichen Raum oder auf Privatgrundstücken platziert werden; auch die jeweilige Werbesatzung sowie der Bebauungsplan der jeweiligen Stadt oder Gemeinde sind zu berücksichtigen.